# بری لارسون
برین سایدونی دیسولنیرز (انگلیسی: Brianne Sidonie Desaulniers؛ زادهٔ ۱ اکتبر ۱۹۸۹) که به‌طور حرفه‌ای به نام بری لارسون (انگلیسی: Brie Larson) شناخته می‌شود، بازیگر و فیلم‌ساز آمریکایی است. لارسون از جوان‌ترین بازیگران سینمای هالیوود در سال‌های اخیر است که هنرنمایی‌اش در فیلم‌های مختلف با تحسین گسترده منتقدان و تماشاگران مواجه شده است. او در سن ۲۶ سالگی موفق به کسب جوایز معتبری از جمله اسکار، بفتا و گلدن گلوب شده است. مجلهٔ تایم لارسون را یکی از ۱۰۰ فرد با نفوذ جهان در سال ۲۰۱۹ نامید.
بری لارسون در اولین روز اکتبر ۱۹۸۹ و در ساکرامنتو، کالیفرنیا به دنیا آمد. لارسون به مدرسه نرفت و خواندن و نوشتن را در خانه آموخت. در سن شش سالگی او به گروه آموزشی تئاتر کانسروتری پیوست تا جوانترین بازیگری باشد که موفق به این کار شده است. بری خیلی زود استعدادهای خود را نشان داد و مثل بسیاری از کسانی که در صدد راه یافتن به هالیوود هستند به لس آنجلس سفر کرد. او کار بازیگری خود را در سال ۱۹۹۸ با اجرای بخش کمدی در برنامه امشب با جی لنو آغاز کرد. لارسون مدت نسبتاً زیادی به بازی در آثار کمدی و خانوادگی ادامه داد. او در سال ۲۰۰۱ در سریال سیت‌کام بزرگ کردن بابا در نقش امیلی استوارت ظاهر شد. او هنگام بازی در این سریال تنها ۱۲ سال داشت. در سال ۲۰۰۶، لارسون به همراه لوگان لرمن و کودی لینلی در فیلم کمدی هوت بازی کرد. موفقیت او در آثار طنز باعث شد تا با پیشنهادهای مشابه مواجه شود. لارسون در سال ۲۰۱۰ در فیلم اسکات پیلگریم در برابر دنیا ظاهر شد، شهرت فیلم، نام بازیگران اکثراً جوانش از جمله لارسون را بر سر زبان‌ها انداخت. لارسون در سال ۲۰۱۲، بازهم در یک فیلم کمدی یعنی خیابان جامپ شماره ۲۱ حضور پیدا کرد که این فیلم با واکنش مثبتی از سوی منتقدان همراه بود و در گیشه نیز به فروش خوبی رسید. در فاصله سال‌های ۲۰۰۹ تا ۲۰۱۱، بیشتر وقت لارسون صرف بازی در سریال کمدی ایالات متحده تارا شد. نخستین موفقیت بزرگ لارسون در سال ۲۰۱۳ و با بازی در فیلم تحسین شده بخش کوتاه‌مدت شماره ۱۲ اتفاق افتاد. فیلم و بازی او مورد تحسین گسترده منتقدان و تماشاگران قرار گرفت و بسیاری از ظهور یک بازیگر زن تازه‌نفس ابراز خوشحالی کردند. لارسون هنگام بازی در این فیلم تنها ۲۳ سال داشت. بعد از موفقیت بخش کوتاه‌مدت شماره ۱۲، لارسون دوباره به ژانر کمدی بازگشت و در آثاری همچون دان جان، فاجعه و اکنون شگفت‌انگیز ظاهر شد.
در سال ۲۰۱۵، بری لارسون در فیلم اتاق بازی کرد. بازی او در نقش یک دختر ربوده شده که سال‌ها در اتاقی کوچک محبوس شده است، مورد تحسین و تمجید گسترده منتقدان قرار گرفت. لارسون به خاطر بازی در این فیلم تقریباً تمامی جوایز بازیگری را ربود و موفق به کسب جایزه اسکار بهترین بازیگر نقش اول زن، جایزه بفتای بهترین بازیگر نقش اول زن، جایزه گزینش منتقدان فیلم جایزه انجمن بازیگران و جایزه گلدن گلوب بهترین بازیگر زن فیلم درام شد. این موفقیت بزرگ او باعث شد تا پایش به پروژه‌های بزرگ و جریان اصلی هالیوود باز شود. او در سال ۲۰۱۷ در فیلم کونگ: جزیره جمجمه حضور پیدا کرد که این فیلم در گیشه به فروش خوبی دست پیدا کرد. در سال ۲۰۱۶ و در جریان کامیک-کان بین‌المللی سن دیگو خبر رسید که لارسون قرار است به دنیای سینمایی مارول بپیوندد. سپس اعلام شد او به عنوان بازیگر کارول دنورز انتخاب شده است و قرار است در فیلم‌های آینده مارول در این نقش ظاهر شد. لارسون تا کنون در دو فیلم کاپیتان مارول و انتقام جویان:پایان بازی (هردو محصول سال ۲۰۱۹) این نقش را ایفا کرده است، او همچنین در فیلم فقط رحمت(۲۰۱۹) به کارگردانی دستین دنیل کرتون نیز بازی کرده است.
به عنوان کارگردان، لارسون تا کنون دو فیلم کوتاه ساخته است. او در سال ۲۰۱۲ فیلم کوتاه بازو را ساخت که مورد توجه منتقدان قرار گرفت و سرانجام برای آن برنده جایزه هیئت دوران از جشنواره فیلم ساندنس شد. او دومین فیلم کوتاه خود با عنوان سنگینی را در سال ۲۰۱۳ ساخت. لارسون در نخستین تجربه کارگردانی فیلم بلند خود، فیلم کمدی فروشگاه تک‌شاخ را ساخت. لارسون علاوه بر کارگردانی در فیلم به عنوان بازیگر حضور دارد. فروشگاه تک‌شاخ در تاریخ ۵ آوریل توسط نت‌فلیکس منتشر شد.
لارسون یکی از چهره‌های مشهور طرفداری برابری جنسیتی است. او از بازماندگان تجاوز جنسی حمایت کرده و در سخنرانی‌های خود به مسائل سیاسی و اجتماعی واکنش نشان داده و جزو چهره‌های سرشناس هالیوود در این حوزه محسوب می‌شود. لارسون از سال ۲۰۱۳ با خواننده آمریکایی، الکس گرین‌والد وارد رابطه شد اما این رابطه در سال ۲۰۱۹ به اتمام رسید و آن‌ها از یکدیگر جدا شدند.

## کودکی و نوجوانی

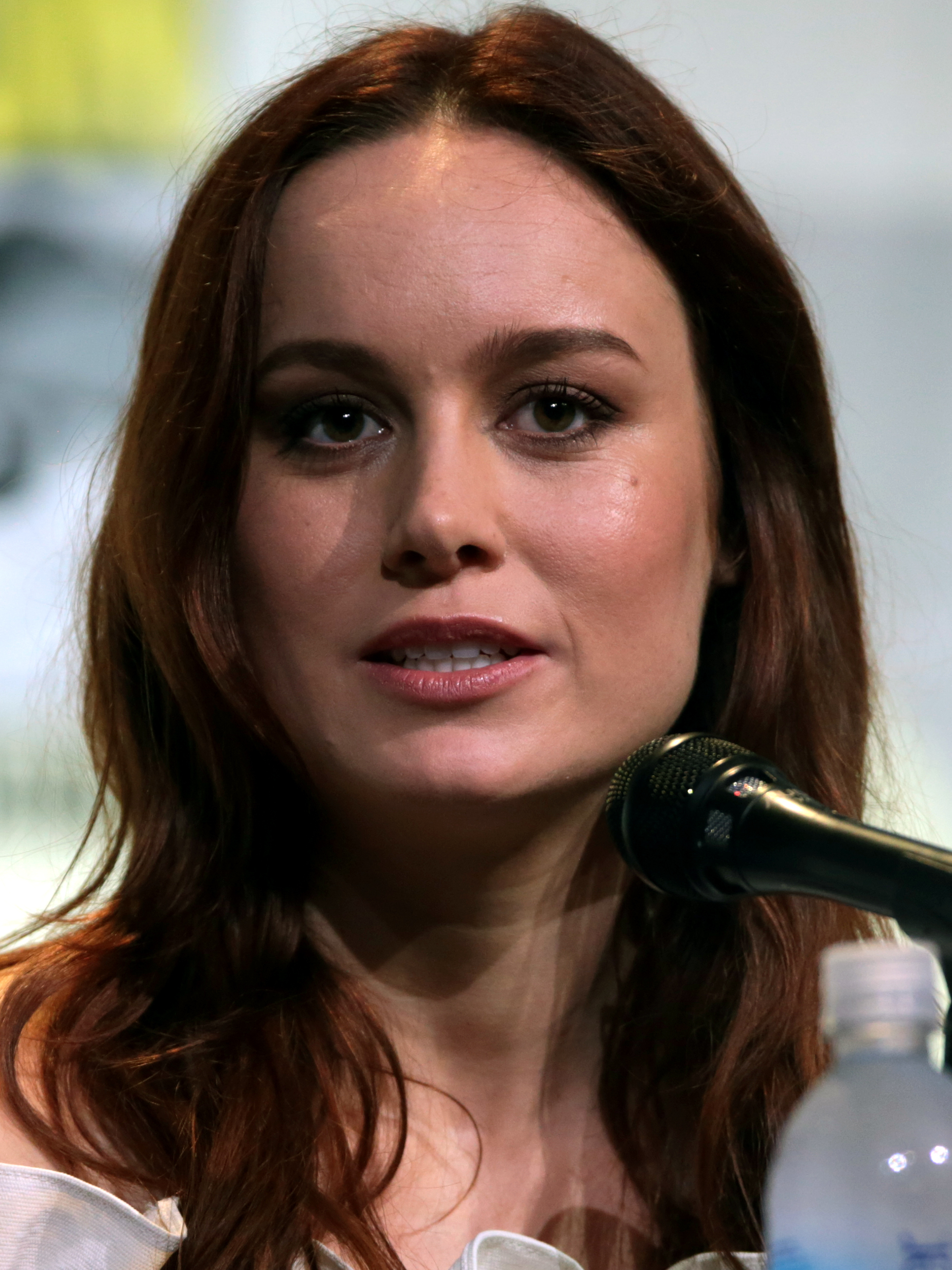
بری لارسون در کامیک سن دیگو ۲۰۱۶

برین سایدونی دیسولنیرز در تاریخ ۱ اکتبر ۱۹۸۹ در ساکرامنتو، کالیفرنیا به دنیا آمد. پدر و مادر او هردو متخصص هومئوپاتی هستند. لارسون یک خواهر به نام میلین نیز دارد. پدر لارسون اصالتی فرانسوی-کانادایی دارد که این مسئله باعث شد تا او در دوران کودکی قادر باشد به زبان فرانسه صحبت کند. لارسون برخلاف بسیاری از مردم به مدرسه نرفت و خواندن و نوشتن را در خانه آموخت. او معتقد است این کار باعث شده تا او فرصت تجربه‌های جدیدی به‌دست‌آورد که بچه‌های دیگر آن را تجربه نمی‌کنند. لارسون دوران کودکی خود را «ساده و سرراست» توصیف می‌کند. لارسون ارتباط بسیار نزدیکی با مادر خود دارد. او در دوران کودکی خجالتی بود و از اختلال اضطراب اجتماعی رنج می‌برد. لارسون در زمان کودکی و در ایام تابستان، داستان‌های کوتاه می‌نوشت و همراه با پسرعموهای خود آن را کارگردانی می‌کرد. او برای ساختن فیلم‌های کوچک خود از گاراژ خانه‌شان به‌عنوان محل فیلم‌برداری استفاده می‌کرد. در سن شش‌سالگی علاقهٔ خود را به بازیگری نشان داد. خودش در این باره گفته است: «اثری هنری خلاق همیشه چیزی بود که در من وجود داشت.» لارسون در همان سن شش‌سالگی به گروه آموزشی تئاتر کانسروتری رفت و تبدیل به جوان‌ترین هنرآموزی شد که پا به این مؤسسه گذاشته است.

## زندگی شخصی و تصویر رسانه‌ای
لارسون در مورد زندگی شخصی‌اش محتاط است و در مصاحبه‌ها از پاسخ دادن به سؤالاتی که باعث ناراحتی او می‌شود، خودداری می‌کند. او دربارهٔ تمایل به محرمانه بودن گفته که می‌ترسد به خاطر نقص‌هایش مورد قضاوت قرار بگیرد و این حریم خصوصی به او اجازه می‌دهد تا نقش‌های متنوعی را بدون تکراری شدن بازی کند.
لارسون در سال ۲۰۱۳ با الکس گرینوالد، خواننده اصلی گروه فانتوم پلنت آشنا شد و از سال ۲۰۱۶ تا ۲۰۱۹ با هم نامزد بودند. در ژانویه ۲۰۱۹ گزارش شد که این زوج نامزدی خود به هم زدند. آن‌ها با هم در محلهٔ هالیوود هیلز لس آنجلس زندگی می‌کردند. او به گرینوالد به خاطر ایجاد فضای امن برای او و قدرت بخشیدن برای ریسک کردن در کارش قدردانی کرده بود. لارسون از سال ۲۰۱۹ با بازیگر و فیلم‌ساز الایجا  آلن-بلیتز رابطه داشت اما در سال ۲۰۲۳ گفت که مجرد است.
لارسون حضور فعالی در رسانه‌های اجتماعی دارد و از آن به‌عنوان بستری برای به اشتراک گذاشتن نظرات و پست‌هایی که خودش می‌نویسد استفاده می‌کند. او در سال ۲۰۲۰ کانال یوتیوب خود را راه اندازی کرد. نام او در سال ۲۰۱۶ در فهرست فوربز از ۳۰ شخص زیر ۳۰ سال و در سال‌های ۲۰۱۶ و ۲۰۱۹ در فهرست زیبایی سالانهٔ پیپل قرار گرفته است. نام او در سال ۲۰۱۸ از سوی ایندی‌وایر در بین بهترین بازیگران آمریکایی زیر ۳۰ سال قرار گرفت.
در سال ۲۰۱۹، مادام توسو نیویورک از مجسمه مومی لارسون در نقش کاپیتان مارول رونمایی کرد. در همان سال، مجلهٔ تایم او را به‌عنوان یکی از ۱۰۰ شخص تأثیرگذار در جهان معرفی کرد.

## کارنامهٔ هنری و جوایز

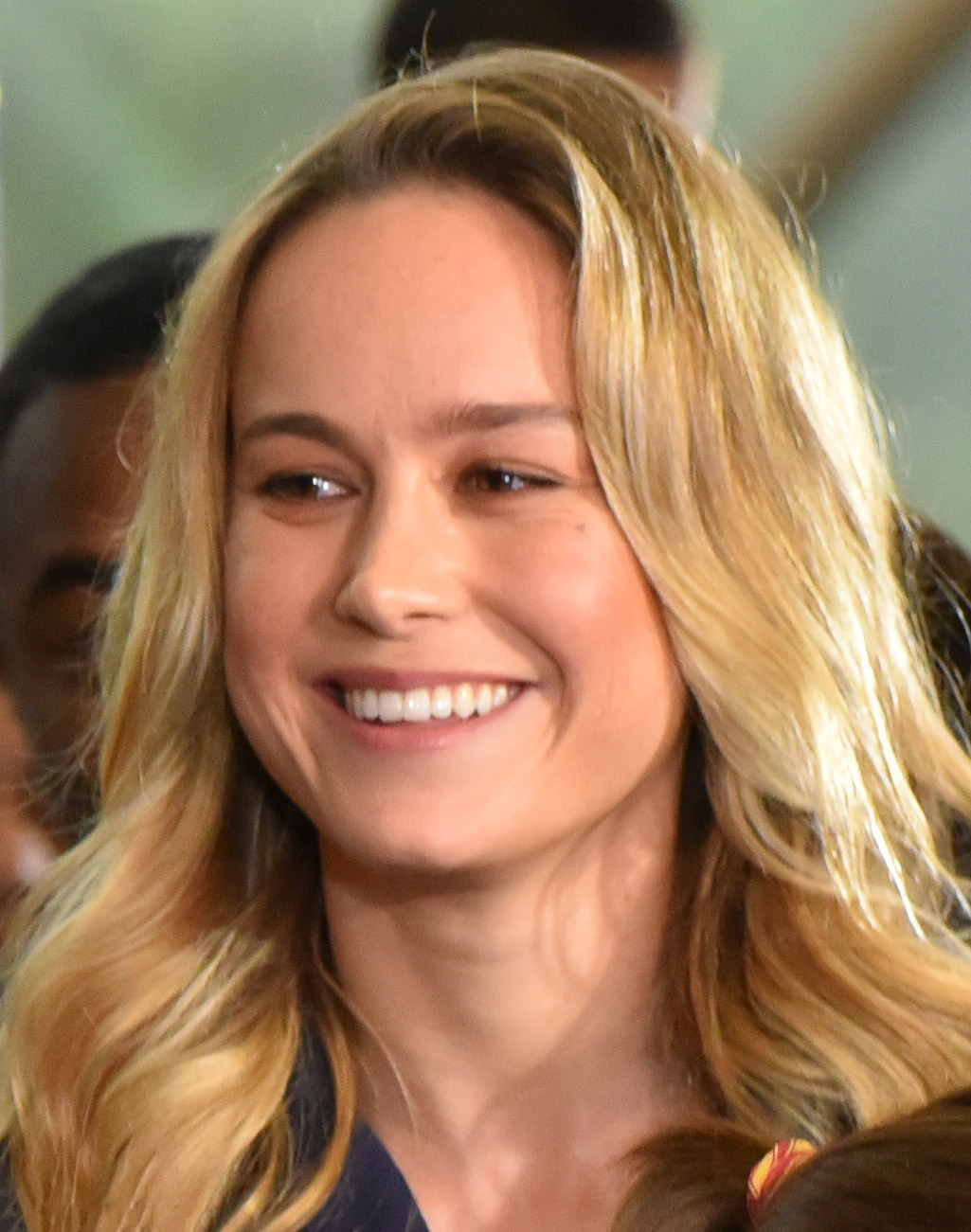
در نقش فیلم کاپیتان مارول

بنا به گزارش بازبینی جمعی منتقدان وبگاه راتن تومیتوز و وبگاه گیشه باکس آفیس موجو، تحسین‌شده‌ترین و پرفروش‌ترین فیلم‌های لارسون عبارتند از اسکات پیلگریم در برابر دنیا (۲۰۱۰)، خیابان جامپ شماره ۲۱ (۲۰۱۲)، بخش کوتاه‌مدت شماره ۱۲ (۲۰۱۳)، دان جان (۲۰۱۳)، اکنون شگفت‌انگیز (۲۰۱۳)، فاجعه (۲۰۱۵)، اتاق (۲۰۱۵)، کونگ: جزیره جمجمه (۲۰۱۷)، کاپیتان مارول (۲۰۱۹)، و انتقام‌جویان: پایان بازی (۲۰۱۹).
لارسون برای نقش‌آفرینی در اتاق، جوایز گوناگونی از جمله یک جایزهٔ اسکار، یک جایزهٔ گلدن گلوب، یک جایزهٔ انجمن بازیگران فیلم و یک جایزهٔ فیلم بفتا دریافت کرده است.

## فیلم‌شناسی
| سال  | عنوان                       | نقش                         | توضیحات                                       |
| ---- | --------------------------- | --------------------------- | --------------------------------------------- |
| ۲۰۰۴ | رفتن از ۱۳ به ۳۰            |                             |                                               |
| ۲۰۰۴ | دور از خانه                 | لیز دانیلز                  |                                               |
| ۲۰۰۵ | مدیسون                      |                             |                                               |
| ۲۰۰۶ | هوت                         | بئاتریس                     |                                               |
| ۲۰۰۶ | مسخره بازی پنگوئن‌ها         |                             | به عنوان صداپیشه                              |
| ۲۰۰۷ | به یاد داشته باشید به خیرگی | آنجی                        |                                               |
| ۲۰۰۹ | خانه‌خراب                    | سوزی دکر                    |                                               |
| ۲۰۰۹ | تنر هال                     | کیت                         |                                               |
| ۲۰۱۰ | اسکات پیلگریم در برابر دنیا | انوی آدامز                  |                                               |
| ۲۰۱۱ | رمپارت                      | هلن                         |                                               |
| ۲۰۱۲ | خیابان جامپ شماره ۲۱        | مالی                        |                                               |
| ۲۰۱۲ | دردسر با بلیس               | استفانی جوسکی               |                                               |
| ۲۰۱۳ | دان جان                     | مونیکا                      |                                               |
| ۲۰۱۳ | بخش کوتاه‌مدت شماره ۱۲       | گریس                        | اولین حضور وی در نقش اول یک فیلم محسوب می‌شود. |
| ۲۰۱۳ | اکنون شگفت‌انگیز             | کسیدی                       |                                               |
| ۲۰۱۴ | قمارباز                     | ایمی فیلیپس                 |                                               |
| ۲۰۱۵ | فاجعه                       | کیم                         |                                               |
| ۲۰۱۵ | اتاق                        | جوی/مامان                   | برنده جایزه اسکار بهترین بازیگر نقش اول زن    |
| ۲۰۱۶ | آتش آزاد                    | جاستین                      |                                               |
| ۲۰۱۶ | بلوز باسماتی                | لیندا                       |                                               |
| ۲۰۱۷ | کونگ: جزیره جمجمه           | ویور                        |                                               |
| ۲۰۱۷ | فروشگاه تک‌شاخ               | کیت                         | نخستین فیلم بلند لارسون در مقام کارگردان است. |
| ۲۰۱۷ | قصر شیشه‌ای                  | جنت والز                    |                                               |
| ۲۰۱۹ | کاپیتان مارول               | کارول دنورز / کاپیتان مارول |                                               |
| ۲۰۱۹ | انتقام جویان: پایان بازی    | کارول دنورز / کاپیتان مارول |                                               |
| ۲۰۱۹ | فقط رحمت                    | اوا انسلی                   | سومین تجربه همکاری با دستین دنیل کرتون        |
| ۲۰۱۹ | بین دو سرخس: فیلم           | خودش                        | حضور افتخاری                                  |
| ۲۰۲۱ | شانگ چی و افسانه ده حلقه    | کارول دنورز / کاپیتان مارول |                                               |
| ۲۰۲۳ | مارول‌ها                     | کارول دنورز / کاپیتان مارول |                                               |
| ۲۰۲۳ | فست اکس                     |                             |                                               |

## واژه‌نامه
1. ↑  American Conservatory Theater
2. ↑  The Tonight Show with Jay Leno
3. ↑  Raising Dad
4. ↑  United States of Tara
5. ↑  The Arm
6. ↑  Alex Greenwald
7. ↑  Milaine